# Кадаре, Исмаил
Исмаиль Кадаре (алб. Ismail Kadare; вариант написания — Исмаил Кадарэ; 28 января 1936[…], Гирокастра, Албанское королевство — 1 июля 2024, Тирана) — албанский прозаик и поэт, получивший всемирную известность и переведённый на основные мировые языки. Лауреат Международной Букеровской премии (2005).

## Ранние годы
Кадаре родился в южно-албанском городе Гирокастра. Начинал как поэт. Первый сборник стихов «Frymëzimet djaloshare» («Юношеские порывы») опубликовал в 1957 г. Второй сборник стихотворений «Ëndërrimet» («Мечтания») вышел в 1957 г. Учился на историко-филологическом факультете Тиранского университета, затем — в 1959—1961 годах в Литературном институте им. Горького в Москве (впечатления об этом периоде отражены в романе «Сумерки степных богов» /«Muzgu i perendive të stepes» 1978). Во время пребывания в Москве написал свой первый роман «Quteti pa reklama» («Город без рекламы» 1959), изображающий похождение албанских юношей, ищущих свой путь в жизни в пуританских условиях коммунистической Албании. Роман, неприемлемый по тогдашним цензурным условиям, вышел только в 1998 г. В 1961 году в Москве был издан сборник переводов стихотворений Кадаре на русский язык «Лирика» под редакцией и с предисловием Д. Самойлова.

## Становление как писателя
Возвращение Кадаре в Албанию совпало с разрывом советско-албанских отношений. Вплоть до своей эмиграции в 1990 г. Кадаре жил при самом жестоком тоталитарном режиме Европы второй половины XX столетия и, тем не менее, смог создать произведения, ставящие вопросы, кардинальные для исторического бытия албанского этноса. При этом Кадарэ продолжал существовать в рамках режима, большинство его произведений были опубликованы и власти вынуждены были признать его крупнейшим национальным писателем, что впоследствии дало повод упрекать его в житейском и творческом конформизме. Надо отметить, однако, что взаимоотношения Кадаре с режимом отнюдь не развивались идиллически: ряд его произведений был запрещён, другие подвергались официозной критике или, напротив, замалчивались, один раз Кадаре был направлен (впрочем, ненадолго) на перевоспитание физическим трудом (любимый метод работы с интеллигенцией в коммунистической Албании)[стиль].
Мнение о том, что относительное благополучие Кадаре определялось расположением диктатора Энвера Ходжи — тоже уроженца Гирокастры, правдоподобно, но не находит однозначного подтверждения. Главное состоит в том, что несмотря на колоссальное идеологическое давление Кадаре смог создать корпус произведений, поднявших албанскую литературу на новый качественный уровень.
Начиная с возвращения в Албанию Кадаре, продолжая писать стихи, в большой степени переключается на прозу. В 1963 г. он публикует роман «Gjenerali i ushtrisë së vdekur» («Генерал мёртвой армии», рус. пер.1989, 2006), принесший ему славу внутри Албании, а после перевода в 1970 г. во Франции и европейскую известность. Книга о поисках останков итальянских солдат, погибших в Албании во время итальянской оккупации (1939—1943), резко выделялась на фоне тогдашней албанской прозы, следовавшей, в основном, за худшими образцами советского социалистического реализма. Роман ярко демонстрирует особенности, характерные и для дальнейшего творчества Кадаре: любовь к изображению экстремальных ситуаций, выходящих за рамки бытового, повседневного; использование в повествовании разных рассказчиков (явных или скрытых); параболичность; некоторую условность образов; сочетание повышенного внимания к непонятному и таинственному с рационализмом. Следующий роман Кадаре «Përbindëshi» («Чудовище» 1965, первый образец сюрреализма в албанской литературе: действие в нём развивается в современной писателю Албании и, одновременно, в древней Трое), был запрещён цензурой сразу же после выхода. После относительно слабого и конъюнктурного романа «Dasma» («Свадьба» 1968), посвящённого борьбе социалистических жизненных принципов с отживающими патриархальными устоями, Кадаре пишет роман «Kështjella» («Крепость» 1970, где впервые обращается к старой албанской истории, отныне едва ли не главной теме своего творчества. В книге изображена борьба албанцев под водительством Скандербега (который, впрочем, ни разу не назван по имени) с турками-османами, причём эта борьба трактуется как столкновение светлого начала, ассоциирующегося для Кадаре с Европой, с началом тёмным, воплощением которого для писателя является, в данном случае, турецкое завоевание.

## Творческая зрелость. Слава и гонения
В 1971 г. выходит в свет одно из самых значительных произведений Кадаре — роман «Kronikë në gur» («Хроника в камне»), наиболее автобиографичная из всех книг писателя. В этом проникнутом сильным лирическим чувством и одновременно сложном по форме романе Кадаре даёт полную и свободную от политической конъюнктуры картину жизни родного города во время итальянской и немецкой оккупации.
В 1973 г. Кадаре публикует роман «Dimri i vjetmisë së madhe» («Зима великого одиночества», второе переработанное издание под названием «Dimri i madh» / «Великая зима» вышло в 1977 г., рус. пер. 1992: «Суровая зима», экранизирован в 1979 г. под названием «Лицом к лицу»), одно из самых противоречивых своих произведений. В этом монументальном романе Кадаре представил — разумеется, с «албанской» точки зрения — историю разрыва албано-советских отношений. В центре романа — фигура Энвера Ходжи, сатирически даны образы советских руководителей — Хрущёва и других. Несомненно, что сам факт написания подобного романа имел прагматическое значение: Кадаре надеялся, что диктатор не станет убивать человека — известного писателя, — который его прославил. Вместе с тем, сам Кадаре указывал что в своей книге он сознательно придал Ходже черты, не свойственные последнему в жизни, изобразил его гуманным, склонным к демократическим решениям человеком, надеясь, что нарисованный портрет окажет обратное влияние на свой прототип.
Между тем, тучи над головой Кадаре стали сгущаться. В июне 1974 г. в Тиране прошёл очередной пленум Албанской партии труда, на котором Энвер Ходжа обрушился с уничтожающей критикой на так называемых «либералов» — партийные круги и представителей интеллигенции, которые, по мнению диктатора были подвержены западным влияниям. И без того скудной творческой свободе албанских писателей, казалось бы, пришёл конец. Кадаре пытается приспособиться к новому положению и выпускает относительно приемлемый для властей роман «Nëndori i një kryequteti» («Ноябрь в одной из столиц» 1975), посвящённый освобождению Тираны партизанскими отрядами в 1944 г., а также вносит изменения в «Зиму великого одиночества». В 1975 г. Кадаре пытается опубликовать в одной из албанских газет большое стихотворение «Pashallarët e kuq» («Красные паши»), в котором он, превознося Ходжу, указывает на глубокое неблагополучие в партийной верхушке (что как будто бы соответствовало проходившему в то время в Албании периоду чисток). Однако в качестве потенциальной опасности режиму он указывает не на «либералов», а на «бюрократов», сторонников «твёрдого курса». Разражается грандиозный скандал, вёрстка номера газеты, где должно было быть напечатано стихотворение, рассыпается (единственный его экземпляр чудом уцелел в государственных архивах и был опубликован лишь в 2002 г.), сам Кадаре подвергается уничтожающей критике, лишается права публиковаться и направляется в деревню для занятия сельским трудом.
Вскоре Кадаре возвращается в Тирану. Пережитые потрясения приводят его не к депрессии, а к новому творческому подъёму, и за несколько лет он создаёт целый цикл произведений, принесших ему мировую известность. Все они — романы и большие рассказы — посвящены различным периодам истории Албании: средневековью («Kush e solli Doruntinën» / «Кто привез Дорунтину» — основано на сюжете средневековой албанской баллады о мёртвом брате, сопровождающем свою сестру на свадьбу, 1979; «Ura me tri harqe» / «Мост с тремя арками» — история начала османского внедрения на Балканы переплетается здесь с балканским сюжетом о человеческом жертвоприношении, обеспечивающем успех постройке, 1978); эпохе турецкого владычества («Kamarja e turpit» / «Ниша позора» — казнь Али-паши Тепеленского, 1978; «Komisioni i festave» / «Праздничная комиссия» — уничтожение албанских феодалов османскими властями в 1830 году, 1977; «Qorrfermani» / «Фирман о слепых» — фантастический указ султана об ослеплении людей с «дурным глазом», 1984; «Pallati i Ëndrrave» / «Дворец сновидений» — герой — этнический албанец — работает в таинственном и всевластном «министерстве сновидений», куда стекаются сведения о снах жителей Империи, роман был запрещён албанскими властями, 1981; «Breznitë e Hankonatëve» / «Поколения Ханконатов» — навеянное семейными преданиями и одновременно напоминающее «Сто лет одиночества» Гарсиа Маркеса описание жизни одной гирокастритской семьи на протяжении XVIII и XIX столетий, 1977); истории Албании 1910-х — 1930-х гг. («Viti i mbrapshtë» / «Ужасный год» — бурные для Албании события 1914 года, 1986; «Prilli i thyer» / «Погибший апрель» — кровная месть на севере Албании, 1978; «Dosja H» / «Досье Г» — два американских фольклориста пытаются разобраться в «тайне» происхождения албанского эпоса, 1990).
Упомянутые выше романы, посвящённые войне и разрыву с Советским Союзом, как бы продолжают этот цикл, а его естественным завершением становится роман «Koncert ne fund të stinës» («Концерт в конце сезона»), опубликованный в 1988 г. уже после смерти Энвера Ходжи. Все эти произведения объединены единой художественно-идеологической задачей — создать образ «вневременной и вечной» Албании, свободной от искажений, возникших как результат чужого и чуждого влияния (прежде всего, влияния восточного — османского, а затем коммунистического — советского и китайского). При этом Кадарэ идёт на смелую деформацию действительности. Говоря о романе «Концерт в конце зимы», посвящённом прошлому совсем недавнему — разрыву албано-китайских отношений в середине 70-х годов, писатель указывает на то, что он произвел ряд серьёзных и сознательных искажений природно-климатического ландшафта Албании: понизил её температуру на 5-6 градусов, уменьшил «удельный вес» гор, «принёс туман и дождь с европейских равнин», всё это делается для того, чтобы «приблизить» Албанию к Европе. Тематически особняком стоит роман «Krushqit janë të ngrirë» («Сваты замёрзли», 1986), посвящённый трагическим событиям в Косово 1981 года.
Произведения, написанные Кадаре в этот период, окончательно упрочили его литературную репутацию как крупнейшего албанского писателя, признанного мастера европейского классического модернизма, создавшего, подобно Фолкнеру и Гарсиа Маркесу, свой особый литературный мир — Албанию Кадаре.

## После диктатуры
После смерти Энвера Ходжи 1985 и прихода к власти его преемника Рамиза Алии в Албании начался медленный процесс либерализации режима. В 1990 году албанские власти, напуганные событиями предшествующего 1989 года в социалистических странах Европы и особенно революцией в Румынии, пошли на серьёзные послабления в экономической и политической сферах. Однако Кадаре, разочарованный медленными темпами изменений, потерял веру в готовность и способность коммунистического руководства Албании призвести реальный демонтаж диктатуры. В октябре 1990 года он просит политического убежища в Франции. Быстрые политические перемены в Албании в конце 1990 — начале 1991 годов, приведшие к установлению в стране многопартийной системы, ограничили период настоящей эмиграции Кадаре несколькими месяцами. В настоящее время писатель живёт и во Франции и в Албании. Начиная с 1991 г. Кадаре публикует произведения, которые не могли увидеть свет ранее по политическим причинам — вывезенные им в 1986 г. во Франции романы «Hija» («Тень», полное историософских размышлений описание путешествия протагониста, обладающего портретными чертами Кадаре, во Франции, французский перевод — 1994, по албански — 2001) и «Vajza e Agamemnonit» («Дочь Агамемнона», рассказ об опасной и бесперспективной любви героя к дочери одного из партийных лидеров Албании, 2003), а также несколько рассказов. Среди крупных художественных произведений, написанных и опубликованных Кадаре в этот период, следует упомянуть романы «Piramida» («Пирамида», полное аллюзий на современность повествование о строительстве пирамиды Хеопса, написан в 1990 г., опубликован в 1992 г.), «Shkaba» («Орел», сюрреалистический рассказ о коммунистической Албании, в котором политическая ссылка отождествляется с попаданием в иной мир, 1996), «Spiritus» («Дух», роман о жизни в небольшом албанском городе, также отмеченный элементами сюрреализма, в книге даётся портрет Энвера Ходжи в последние годы его жизни, 1996), «Lulet e ftohta të marsit» («Холодные цветы марта», изображение неспокойной ситуации в пост-коммунистической Албании, где, в частности, возрождаются обычаи кровной мести 2000), «Jeta, loja dhe vdekja e Lul Mazrekut» («Жизнь, игра и смерть Люля Мазрека», трагический рассказ, в котором главный герой оказывается невольно втянутым в полицейскую провокацию, направленную против албанских беженцев в Грецию, 2002), «Pasardhësi» («Преемник», продолжение романа «Дочь Агамемнона», писатель отталкивается здесь от реальных событий — таинственного и до сих пор непроясненного самоубийства или убийства второго человека в коммунистической иерархии Албании, Мехмета Шеху, 2003), «Çështje të marrëzisë» («Безумные дела», роман сюжетно и стилистически является продолжением «Хроники в камне», детские воспоминания писателя о первых годах в послевоенной Албании, 2005).

### Смерть
Умер 1 июля 2024 года в больнице Тираны от остановки сердца.

## Признание
Неоднократно отмечался мировыми литературными премиями, в частности, получил Премию Чино дель Дука (1992), Международную Букеровскую премию (2005), Литературную премию принца Астурийского (2009), несколько раз выдвигался на Нобелевскую премию по литературе. Почётный гражданин Тираны.

## Собрания сочинений
- Vepra letrare. V.1-12.Tiranë: Naim Frasheri, 1981—1989.
- Vepra / Oeuvres. V. 1-12- . Paris: Fayard, 1993- (двуязычное собрание сочинений, выходит параллельно на французском и албанском языках).
- Vepra letrare. V.1-2- .Tiranë: Onufri, 2007- («дефинитивное» собрание сочинений, тексты печатаются в окончательных авторских редакциях, вышло два тома, планируется выпустить 20 томов).

## Русские переводы произведений Кадаре
- Лирика. Перевод с албанского, под редакцией и с предисловием Д.Самойлова. М.: Издательство иностранной литературы, 1961.
- Генерал армии мёртвых. Перевод Василия Тюхина // Иностранная литература, 1989, № 6.
- Суровая зима. Перевод И.Ворониной и В.Модестова. М.: Художественная литература. 1992.
- Вестник беды. Islama nox Перевод О.Колпаковой // Иностранная литература, 1992, № 8.
- Великая стена. Перевод Л.Милько // Иностранная литература, 1995, № 9.
- Генерал мёртвой армии. Перевод В.Тюхина. СПб.: 2006.
- Прощальный подарок зла. Перевод В.Тюхина // Иностранная литература, 2008, № 6.
- Дворец сновидений. Перевод В.Тюхина // СПб.: Polyandria NoAge, 2021.